# Tullahoma (альбом)
Tullahoma — четвёртый студийный альбом американского кантри-певца Дастина Линча. Он был выпущен 17 января 2020 года на лейбле Broken Bow Records. Альбом спродюсирован Заком Кроуэллом и включает синглы «Good Girl», «Ridin’ Roads» и «Momma’s House».
Альбом получил положительные отзывы критиков.

## История
До выхода альбома Линч выпустил синглы «Good Girl» и «Ridin’ Roads». Последний появился на одноимённом мини-альбоме, включающем также треки «Little Town Livin'» и «Red Dirt Blue Eyes», которые также вошли в альбом Tullahoma. Линч выступил сопродюсером альбома вместе с Заком Кроуэллом. Оба они также являются авторами песен, наряду с вокалистом Old Dominion Мэтью Рэмси, Брайаном Келли из Florida Georgia Line, Реттом Экинсом, Далласом Дэвидсоном, Люком Лэрдом, Диланом Шнайдером и busbee. Название альбома происходит от названия родного города Линча — Туллахома, штат Теннесси.

## Отзывы
| Оценки критиков | Оценки критиков |
| Источник        | Оценка          |
| --------------- | --------------- |
| AllMusic        | [ 1 ]           |

Альбом получил положительные отзывы критиков.
Стивен Томас Эрлевайн из AllMusic похвалил Линча за использование грува, который он использовал в Current Mood, чтобы сделать пластинку более лёгкой и личной, но отметил, что из-за его «неприкаянной жизнерадостности» слушателям трудно понять, о чем он поёт, заключив: «Кто-то может назвать это тональной последовательностью, но приверженность середине пути делает Tullahoma не более чем тонко сделанной фоновой музыкой».

## Коммерческий успех
Tullahoma дебютировал на четвёртом месте в рейтинге лучших кантри-альбомов Billboard Top Country Albums с 16 000 эквивалентных альбому единиц, из которых 7 000 приходится на традиционные продажи альбомов. По состоянию на март 2020 года он был продан в количестве 13 500 копий в Соединённых Штатах и 221 000 в потреблённых единицах.

## Список композиций
| №                   | Название                                        | Автор(ы)                                                    | Длительность |
| ------------------- | ----------------------------------------------- | ----------------------------------------------------------- | ------------ |
| 1.                  | «Momma's House»                                 | Dylan Schneider Michael Lotten Rodney Clawson Justin Wilson | 3:40         |
| 2.                  | «Dirt Road»                                     | Rhett Akins Ben Hayslip David Garcia                        | 3:22         |
| 3.                  | «Thinking ’Bout You» (при участии Лорен Элейны) | Дастин Линч Andy Albert Hunter Phelps Will Weatherly        | 2:50         |
| 4.                  | «Ridin' Roads»                                  | Линч Эшли Горли Zach Crowell                                | 3:25         |
| 5.                  | «Old Country Song»                              | Josh Miller Bryan Simpson Josh Jenkins                      | 2:55         |
| 6.                  | «The World Ain't Yours and Mine»                | Matthew Ramsey Luke Laird Clawson                           | 3:25         |
| 7.                  | «Country Star»                                  | Линч Brian Kelley Corey Crowder Jordan Schmidt              | 3:15         |
| 8.                  | «Workin' On You»                                | busbee Эшли Горли Akins                                     | 3:07         |
| 9.                  | «Little Town Livin'»                            | Линч Ben Hayslip Zach Crowell Akins                         | 3:15         |
| 10.                 | «Red Dirt, Blue Eyes»                           | Линч Kyle Fishman Dallas Davidson                           | 3:17         |
| 11.                 | «Good Girl»                                     | Линч Justin Ebach Albert                                    | 3:08         |
| Общая длительность: | Общая длительность:                             | Общая длительность:                                         | 35:39        |

## Чарты

### Еженедельные чарты
| Чарт (2020)                                | Высшая позиция |
| ------------------------------------------ | -------------- |
| Австралия Australian Digital Albums (ARIA) | 6              |
| Канада (Canadian Albums Chart)             | 53             |
| США (Billboard 200)                        | 38             |
| США (Billboard Top Country Albums)         | 4              |
| США (Billboard Independent Albums)         | 2              |

### Годовые итоговые чарты
| Чарт (2020)                        | Позиция |
| ---------------------------------- | ------- |
| США Top Country Albums (Billboard) | 50      |

| Чарт (2021)                        | Позиция |
| ---------------------------------- | ------- |
| США Top Country Albums (Billboard) | 70      |

| Чарт (2022)                           | Позиция |
| ------------------------------------- | ------- |
| США US Top Country Albums (Billboard) | 71      |

## Сертификации
| Регион                                                                      | Сертификация | Продажи |
| --------------------------------------------------------------------------- | ------------ | ------- |
| США (RIAA)                                                                  | Золотой      | 500 000 |
| Данные о продажах + прослушиваниях приведены только на основе сертификации. |              |         |